# Monoganon
Monoganon är ett indieband från Glasgow, Skottland. Gruppen bildades 2008 och har givit ut två album.

## Historia
Monoganon bildades 2008 av John B. McKenna och Andrew Cowan.  Namnet kommer ifrån ett centrum för sexuell hälsa i  Skottland. Bandets första utgivningar var EP "Elephant Pregnancy" 2009.
Gruppens debutalbum, Songs To Swim To, släpptes 2011. Albumet producerades av Duncan Young från Winning Sperm Party och var sponsrad av Scottish Arts Council. 
2013 släppte Monoganon sitt andra album, F A M I L Y, som följdes av deras första omfattande turné i Storbritannien.

## Medlemmar
- John B. McKenna  – sång, gitarr
- Andrew Cowan –  sång, gitarr
- Susan Bear– bas
- Keith Smith – trummor

### Tidigare medlemmar
- Colin Kearney – trummor
- Rory McIntyre  – gitarr

## Diskografi
- Songs To Swim To (2011)
- F A M I L Y (2013)